# The Days of Grays World Tour
Es la sexta gira de la banda de metal sinfónico finlandesa Sonata Arctica. Comenzó el 8 de agosto de 2009 y terminó el 14 de agosto de 2011. Se realizó para presentar su disco The Days of Grays, lanzado el 22 de septiembre de 2009. Esta es la primera gira en la cual debuta Elias Viljanen en la guitarra, que reemplazó a Jani Liimatainen. Es con este disco que la banda recorre todo el mundo, y llenan dos veces Groove en su visita a la Argentina, el 27 y 28 de octubre de 2010. Realizaron un total de 183 conciertos, lo que fue la segunda gira más extensa de la banda en toda su carrera, superando al Reckoning Night World Tour+Once Upon A Tour. Cabe destacar que el 8 de agosto de 2009, la banda comenzó los festejos de los 10 años desde que realizaron su primera gira, presentando su disco Ecliptica, que ocurrió entre el 8 de agosto de 1999 y el 30 de junio de 2000, durante 10 meses seguidos, casi un año. Tras esta larga gira, la banda se metió a grabar el disco sucesor, que se titula Stones Grow Her Name.

## Conciertos previos, lanzamiento del disco y gira

### 2009
El 8 de agosto, previo al lanzamiento del disco, la banda comienza su gira, en un concierto que tuvo lugar en Sonata Open Air, situado en donde se formó la banda. El día 22, partieron hacia los Países Bajos para participar del Lowlands Festival 2009, a un año del lanzamiento de El reino olvidado, el anterior trabajo discográfico de Rata Blanca. En esta gira debuta Elias Viljanen en la guitarra, reemplazando así a Jani Liimatainen, que se alejó de la banda luego de algunos problemas personales. El día 16 de septiembre parten por tercera vez en su carrera a México para participar del Monterrey Metal Fest IV desarrollado en el Arena Santa Lucía, mientras que el día siguiente tocaron en Estados Unidos, cuyo concierto fue realizado en el Galaxy Theatre. Hacen conciertos en otras ciudades del país durante lo que queda del mes, en una gira llamada Ultra Beatdown. El día 22 de septiembre sale The Days of Grays. Es el primero con Elias Viljanen en la guitarra. Luego dieron los restantes shows entre el 12 y 18 de octubre. El 12 y 13 de noviembre partieron a la República Checa, y el 14 de noviembre se fueron a Eslovaquia, donde tocaron en el Cassosport Sport Hall. El 15 de noviembre dieron un concierto en el SKC de Belgrado, en Serbia. El 17 de noviembre volvieron otra vez a Hungría para tocar nuevamente en el Petőfi Csarnok como en las visitas anteriores a ese recinto. El 22 de noviembre volvieron a Suiza, para tocar otra vez en Z7 Konzertfabrik, y al día siguiente vuelven a Alemania para tocar en LKA Longhorn, para tocar luego en Hirsch, Núremberg. El día 25 tocan en Italia, el concierto se desarrolló en Milán. El 27 y 28 de noviembre la banda volvió a España, y los conciertos se desarrollaron en Barcelona y Madrid. Los lugares elegidos fueron la Sala Razzmatazz II y la Sala Heineken. El 2 de diciembre volvieron a Alemania, dando un concierto en FZW de Dortmund, y el 3 vuelven a Inglaterra, y la sede elegida para el recital fue la O2 Academy Islington de Londres. Al primer día tocaba AC/DC en el estadio de River, y el 4 de diciembre tocaron por primera vez en Gales, en un recital que tuvo lugar en Pontins Holiday Village, en el marco del Hard Rock Hell 2009 y en coincidencia con el segundo concierto de AC/DC también en River. El 5 de diciembre volvieron a Inglaterra para tocar en JB's y el 6 de diciembre volvieron a tocar en Bélgica, cuya sede fue Hof Ter Lo, en coincidencia con el tercer recital de AC/DC en el estadio de River. El 8 de diciembre volvieron otra vez a Alemania para tocar en Capitol, y el 9 y 10 de diciembre dieron otros dos conciertos en los Países Bajos. El 12 y 13 de diciembre tocaron en Noruega durante dos noches seguidas. Despiden el año con dos shows en Suecia y uno en Australia los días 14, 15 y 31 de diciembre.

### 2010
Comienzan otro nuevo año de vida con dos shows en Australia los días 3 y 5 de enero, y el 9 de enero tocan en el Liberty Square de Taiwán. Al día siguiente tocaron en el Mao Livehouse de China. El 13, 15, 16, 18 y 19 de enero dan 5 shows en Japón: Uno en el Shinsaibashi Club Quattro de Osaka, el otro en el Club Quattro de Hiroshima, uno en el Nagoya Club Quattro de Nagoya y dos en Shibuya O-East de Tokio. El 4 y 5 de febrero dieron dos shows en Austria, realizados en Viena y Graz, y luego tocaron en Alemania el 6 de febrero y en Suiza el 7 de febrero. El día 8 volvieron a Francia para tocar otra vez en el Élysée Montmartre. El 13 y 14 de febrero tocaron dos veces en Rusia, y los conciertos se desarrollaron en Zhai Ozhidaniya y el B1 Maximum Club. El 19 de febrero, ya de regreso a Finlandia, la banda tocó en Pakkahuone, y el 20 participaron del Finnish Metal Expo 2010. El 25 de febrero la banda ofrece un recital en Rytmikorjaao. Luego continúan con un concierto en Club Teatria y dos en Hullu Poro entre el 26 y 28 de febrero. Entre el 2 de abril y el 2 de mayo hacen una gira de 25 shows por Estados Unidos y Canadá, y luego volvieron a Hungría 19 días después. El recital tuvo lugar el 21 de mayo en el marco del Metalfest Hungary 2010. Al día siguiente participaron de la edición checa del festival, y el 23 volvieron a Alemania nuevamente para tocar en el Amphiteater Gelsenkirchen, en el marco de la nueva edición el Rock Hard Festival. El 12 de junio, de regreso a Finlandia, participaron en una nueva edición del Sauna Open Air, desarrollado como en las visitas anteriores en el Eteläpuisto, y el 13 se dieron el lujo de tocar en Kivenlahti Rock, de Espoo. El 19 de junio tocaron en el Provinssirock 2010, desarrollado en Tornävä. El día 26 de junio participaron en una nueva edición del Nummirock que se realizó en Nummijärvi como en las veces anteriores. El 3 de julio volvieron nuevamente a Suecia para participar del Peace and Love Festival 2010. El 8 de julio vuelven otra vez a Alemania para tocar en el RockHarz 2010 junto a bandas locales e internacionales. El 9 de julio, la banda se va a Eslovenia para participar del Metalcamp 2010, y al día siguiente participaron de una nueva edición del Ruisrock, y 7 días después tocaron en Simerock. 12 días después participaron del Ostock Festival en su nueva edición. Se desarrolló como de costumbre en Kuusisaari. A principios de agosto, la banda vuelve otra vez al Reino Unido para participar del Bloodstock Open Air 2010, en un concierto que tuvo lugar el 13 de agosto. El lugar elegido fue el Cotton Hall Park. El día 14 regresan otra vez a su país para participar del Jurassic Rock 2010, desarrollado en Visulahti. 7 días después participaron de otro festival, llamado Satama Open Air. Tuvo su sede en Kemin Sisäsatama. El 16 de octubre se inicia su gira por el continente americano. El primer concierto de este debut en Sudamérica tuvo lugar en el Circo Volador de México. Luego tocaron en el Centro Cultural Miguel Asturias de Guatemala el 17 de octubre, en el CIFCO de El Salvador el 18 de octubre, en el Anfiteatro del Centro Sambil de Venezuela el 20 de octubre, en el Miami Centro de Covenciones de Quito el 22 de octubre, en el Teatro Caupolicán de Santiago de Chile el 24 de octubre, en el Complejo Troya de Montevideo el 26 de octubre, en Groove de Buenos Aires el 27 y 28 de octubre en su primera visita a la Argentina, y por último en el Carioca Club de São Paulo, y fue así que terminó una nueva etapa de esta gira. 

### 2011
Comienzan otro año de vida tocando el 24 y 27 de enero. Las dos fechas se realizaron bajo el 70.000 Tons of Metal Festival 2011. Un mes después, la banda tocó en Eslovaquia, cuyo concierto se desarrolló en el Majestic Music Club. El 25 y 26 de febrero tocaron en Petőfi Csarnok nuevamente y en Cvetlicarna, respectivamente. El 27 de febrero, la banda toca en Alcatraz de Milán para dar un concierto en el recinto Alcatraz. Luego vuelven a la República Checa el 1 de marzo bajo el Masters of Rock Café Festival. El 2 de marzo volvieron nuevamente a Austria para brindar un concierto en Szenne de Viena, y dos días después volvieron nuevamente a Alemania, tocando así en Kaminwerk de Memmingen, y siguieron en ese país para tocar en HsD, en un concierto que tuvo lugar el 5 de marzo. Volvieron a Bélgica el 6 de marzo para dar un recital en el Muzikcentrum TRIX, y el 7 y 8 de marzo dan dos shows en Garage de Saarbrücken y en Z7 Konzertfabrik. El 10 de marzo vuelven nuevamente a Francia para tocar otra vez en el Rock School Barbey, mientras que entre el 11 y 13 de marzo dan tres conciertos en España, cuyas sedes fueron la Sala Apolo, la Sala Riviera y RockStar Live. El 15 y 16 de marzo dieron otros dos shows en Francia, desarrollados en Transbordeur y Élysée Montmartre. Entre el 18 y el 25 de marzo dieron una gira de 7 shows por Inglaterra, Escocia y Gales, hasta que el 26 de marzo volvieron otra vez a Alemania, dando un concierto en Essigfabrik. El 28 y 29 de marzo dieron otros dos shows en los Países Bajos, y tuvieron lugar en Effenaar y Patronaat. El 30 y 31 de marzo, la banda vuelve otra vez a Alemania para realizar los shows en Rosenhof y Substage.  El 6 de abril, ya de regreso otra vez a Finlandia, la banda vuelve a tocar en Pakkahuone, y el 7 tocaron en Tavastia nuevamente, y se agregó una nueva función para el 8 de abril. El 9 de abril el grupo toca en Finlandia-klubi. El 15 y 16 de abril la banda toca en el Club Teatria y en  Umpitunneli.  El 21 de abril tocaron otra vez en Bar Kino. El 22, 23 y 24 de abril dieron un concierto en Rytmikorjaamo y dos en Klubi. El 27 y 28 de abril tocaron en Nosturi y Lutakko. El 29 de abril tocaron en Puikkari, y el 30 volvieron a tocar en Kerubi. El 2 de julio, en medio de la gira, participaron del Sonisphere Festival 2011 desarrollado en Kalasatama. El 8 de julio partieron de nuevo a Suecia para participar del Getaway Festival 2011. El 15 de julio volvieron a Bulgaria tras tres años de ausencia. Su última visita había sido el 6 de mayo de 2008 durante el Unia World Tour. El show del regreso se desarrolló en Kaliakra Stadium, bajo el Kavarna Rock Fest 2011. Al día siguiente participaron del Bang Your Head Festival 2011 que se desarrolló en Messenglände. El 6 de agosto, ya de regreso otra vez a Finlandia, la banda participa en una nueva edición del Satama Open Air, y una semana después vuelven a Eslovaquia para participar del Rock pod Kameňom 2011. La gira terminó con un show en Rumania el 13 de agosto y en Hungría el 14 de agosto, y se desarrollaron en Piata Mare y Óbdulai-Sziget. Los festivales en los que participó la banda fueron el Artmania Festival 2011 y el Sziget Festival 2011. 

## Conciertos
- 08/08/2009 - Sonata Open Air, Kemi
- 22/08/2009 - Spijk en Bremerberg, Biddinghuizen
- 16/09/2009 - Arena Santa Lucía, Monterrey
- 17/09/2009 - Galaxy Theatre, Santa Ana
- 18/09/2009 - House of Blues, West Hollywood
- 19/09/2009 - The Grand Ballroom at the Regency Center, San Francisco
- 20/09/2009 - Roseland Theater, Portland
- 21/09/2009 - Commodore Ballroom, Vancouver
- 23/09/2009 - Edmonton Event Centre, Edmonton
- 24/09/2009 - MacEwan Hall, Calgary
- 25/09/2009 - Odeon Event Centre, Saskatoon
- 26/09/2009 - Garrick Center, Winnipeg
- 28/09/2009 - Beaumont Club, Kansas
- 29/09/2009 - The Cabooze, Mineápolis
- 30/09/2009 - House of Blues, Chicago
- 02/10/2009 - Sound Academy, Toronto
- 03/10/2009 - Le Medley, Montreal
- 04/10/2009 - Imperial, Quebec
- 06/10/2009 - Irving Plaza, Nueva York
- 07/10/2009 - Rams Head Live!, Baltimore
- 09/10/2009 - The Palladium, Worcester
- 10/10/2009 - The Chance, Poughkeepsie
- 11/10/2009 - The Theatre of Living Arts, Filadelfia
- 12/10/2009 - Webster Theater, Hartford
- 13/10/2009 - Rex Theater, Pittsburgh
- 15/10/2009 - London Music Hall, London
- 16/10/2009 - Peabody's Downunder, Cleveland
- 17/10/2009 - Uncle Pleasant's, Louisville
- 18/10/2009 - The Rave, Milwaukee
- 12/11/2009 - Roxy, Praga
- 13/11/2009 - Master of Rock Café, Zlín
- 14/11/2009 - Cassosport Sport Hall, Košice
- 15/11/2009 - SKC, Belgrado
- 17/11/2009 - Petőfi Csarnok, Budapest
- 22/11/2009 - Z7 Konzertfabrik, Pratteln
- 23/11/2009 - LKA Longhorn, Stuttgart
- 24/11/2009 - Hirsch, Núremberg
- 25/11/2009 - PalaSharp, Milán
- 27/11/2009 - Sala Razzmatazz II, Barcelona
- 28/11/2009 - Sala Heineken, Madrid
- 02/12/2009 - FZW, Dortmund
- 03/12/2009 - O2 Academy Islington, Londres
- 04/12/2009 - Pontins Holiday Village, Prestatyn
- 05/12/2009 - JB's, Dudley
- 06/12/2009 - Hof Ter Lo, Antwerp
- 08/12/2009 - Capitol, Hannover
- 09/12/2009 - Poppodium 013, Tilburgo
- 10/12/2009 - Paradiso, Ámsterdam
- 12/12/2009 - Folken, Stavanger
- 13/12/2009 - Sentrum Scene, Oslo
- 14/12/2009 - Trädgår'n, Gotemburgo
- 15/12/2009 - Klubben/Fryshuset, Estocolmo
- 31/12/2009 - Enmore Theatre, Sídney
- 03/01/2010 - The Hi-Fi, Brisbane
- 05/01/2010 - Billboard The Venue, Melbourne
- 09/01/2010 - Liberty Square, Taipéi
- 10/01/2010 - Mao Livehouse, Shanghái
- 13/01/2010 - Shinsaibashi Club Quattro, Osaka
- 15/01/2010 - Club Quattro, Hiroshima
- 16/01/2010 - Nagoya Club Quattro, Nagoya
- 18/01/2010 - Shibuya O-East, Tokio
- 19/01/2010 - Shibuya O-East, Tokio
- 04/02/2010 - Gasometer, Viena
- 05/02/2010 - Seifenfabrik, Graz
- 06/02/2010 - Backstage, Múnich
- 07/02/2010 - Volkshaus, Zúrich
- 08/02/2010 - Élysée Montmartre, París
- 13/02/2010 - Zal Ozhidaniya, San Petersburgo
- 14/02/2010 - B1 Maximum Club, Moscú
- 19/02/2010 - Pakkahuone, Tampere
- 20/02/2010 - Kaapelitehdas, Helsinki
- 25/02/2010 - Rytmikorjaamo, Seinäjoki
- 26/02/2010 - Club Teatria, Oulu
- 27/02/2010 - Hullu Poro, Kittilä
- 28/02/2010 - Hullu Poro, Kittilä
- 02/04/2010 - Trocadero Theatre, Filadelfia
- 03/04/2010 - The Palladium, Worcester
- 05/04/2010 - The Gramercy Theatre, Nueva York
- 06/04/2010 - Imperial de Québec, Quebec
- 07/04/2010 - Club Soda, Quebec
- 09/04/2010 - The Opera House, Toronto
- 10/04/2010 - Blondies, Detroit
- 11/04/2010 - House of Blues, Chicago
- 12/04/2010 - Station 4, St. Paul
- 13/04/2010 - West End Cultural Centre, Winnipeg
- 15/04/2010 - The Republik, Calgary
- 16/04/2010 - The Starlite Room, Edmonton
- 18/04/2010 - Venue, Vancouver
- 19/04/2010 - El Corazón, Seattle
- 20/04/2010 - Satyricon, Portland
- 22/04/2010 - Slim's, San Francisco
- 23/04/2010 - Galaxy Theatre, Santa Ana
- 24/04/2010 - House of Blues, West Hollywood
- 25/04/2010 - U.B.'S, Mesa
- 27/04/2010 - Emo's, Austin
- 28/04/2010 - Meridian, Houston
- 29/04/2010 - The Marquee, Tulsa
- 30/04/2010 - The Masquerade, Atlanta
- 01/05/2010 - Volume 11 Tavern, Raleigh
- 02/05/2010 - Jaxx Nightclub, Springfield
- 21/05/2010 - Csillebérci Szabadidö és Ifjúsági Központ, Budapest
- 22/05/2010 - Lochotínský amfiteátr, Plzeň
- 23/05/2010 - Amphitheater Gelsenkirchen, Gelsenkirchen
- 12/06/2010 - Eteläpuisto, Tampere
- 13/06/2010 - Kivenlahti Rock, Espoo
- 19/06/2010 - Törnävä, Seinäjoki
- 26/06/2010 - Nummijärvi, Kauhajoki
- 03/07/2010 - Folkets Park, Borlänge
- 08/07/2010 - Flughafen Ballenstedt, Ballenstedt
- 09/07/2010 - Sotocje, Tolmin
- 10/07/2010 - Ruissalo, Turku
- 18/07/2010 - Simerock, Rovaniemi
- 30/07/2010 - Kuusisaari, Oulu
- 13/08/2010 - Catton Hall Park, Walton upon Trent
- 14/08/2010 - Visulahti, Mikkeli
- 21/08/2010 - Kemin Sisäsatama, Kemi
- 16/10/2010 - Circo Volador, México DF
- 17/10/2010 - Centro Cultural Miguel Ángel Asturias, Guatemala
- 18/10/2010 - Centro Internacional de Ferias y Convenciones, San Salvador
- 20/10/2010 - Anfiteatro del Centro Sambil, Caracas
- 22/10/2010 - Miami Centro de Convenciones, Quito
- 24/10/2010 - Teatro Caupolicán, Santiago
- 26/10/2010 - Complejo Troya, Montevideo
- 27/10/2010 - Groove, Buenos Aires
- 28/10/2010 - Groove, Buenos Aires
- 30/10/2010 - Carioca Club, São Paulo
- 24/01/2011 - Majesty of the Seas, Miami
- 27/01/2011 - Majesty of the Seas, Miami
- 24/02/2011 - Majestic Music Club, Bratislava
- 25/02/2011 - Petőfi Csarnok, Budapest
- 26/02/2011 - Cvetlicarna, Liubiliana
- 27/02/2011 - Alcatraz, Milán
- 01/03/2011 - Masters of Rock Café, Zlín
- 02/03/2011 - Szene, Viena
- 04/03/2011 - Kaminwerk, Memmingen
- 05/03/2011 - HsD, Erfurt
- 06/03/2011 - Muziekcentrum TRIX, Antwerp
- 07/03/2011 - Garage, Saarbrücken
- 08/03/2011 - Z7 Konzertfabrik, Pratteln
- 10/03/2011 - Rock School Barbey, Bordeaux
- 11/03/2011 - Sala Apolo, Barcelona
- 12/03/2011 - La Riviera, Madrid
- 13/03/2011 - RockStar Live, Baracaldo
- 15/03/2011 - Transbordeur, Villeurbanne
- 16/03/2011 - Élysée Montmartre, París
- 18/03/2011 - Wulfrun Hall, Wolverhampton
- 19/03/2011 - Corporation, Sheffield
- 20/03/2011 - The Garage, Glasgow
- 22/03/2011 - Manchester Academy 2, Manchester
- 23/03/2011 - Millennium Music Hall, Cardiff
- 24/03/2011 - Sub 89, Reading
- 25/03/2011 - O2 Academy Islington, Londres
- 26/03/2011 - Essigfabrik, Colonia
- 28/03/2011 - Effenaar, Eindhoven
- 29/03/2011 - Patronaat, Haarlem
- 30/03/2011 - Rosenhof, Osnabrück
- 31/03/2011 - Substage, Karlsruhe
- 06/04/2011 - Pakkahuone, Tampere
- 07/04/2011 - Tavastia, Helsinki
- 08/04/2011 - Tavastia, Helsinki
- 09/04/2011 - Finlandia-Klubi, Lahti
- 15/04/2011 - Club Teatria, Oulu
- 16/04/2011 - Umpitunneli, Tornio
- 21/04/2011 - Bar Kino, Pori
- 22/04/2011 - Rytmikorjaamo, Seinäjoki
- 23/04/2011 - Klubi, Turku
- 24/04/2011 - Klubi, Turku
- 27/04/2011 - Nosturi, Helsinki
- 28/04/2011 - Lutakko, Jyväskylä
- 29/04/2011 - Puikkari, Kuopio
- 30/04/2011 - Kerubi, Joensuu
- 02/07/2011 - Kalasatama, Helsinki
- 09/07/2011 - Gasklockoma, Gävle
- 15/07/2011 - Kaliakra Stadium, Kavarna
- 16/07/2011 - Messegelände, Balingen
- 06/08/2011 - Kemin Sisäsatama, Kemi
- 12/08/2011 - Sninské Ribníky, Snina
- 13/08/2011 - Piata Mare, Sibiu
- 14/08/2011 - Óbdulai-Sziget, Budapest

## Formación durante la gira
- Tony Kakko - Voz y teclado
- Elias Viljanen - Guitarra
- Marko Paasikoski - Bajo
- Tommy Portimo - Batería
- Henrik Klingenberg - Teclado